# Projet territorial de développement durable
Le projet territorial de développement durable  (PTDD) recouvre les documents et projets visant à l'échelle d'un territoire la mise en place du développement durable. Selon les cas ou les pays, il est plus ou moins opposable. Il s'agit souvent de l'Agenda 21 local, éventuellement complété d'autres documents stratégiques, d’organisation et de planification (ex : plan climat territorial, stratégie biodiversité, trame verte et bleue, stratégie d'adaptation aux changements climatiques, etc.).  

Il vise à aider les collectivités territoriales publiques, les habitants et acteurs du territoire à organiser la gestion durable ou restauratoire des ressources naturelles, humaines et énergétiques de manière plus rationnelle, plus économe et plus respectueusement de l'environnement. 

Il contribue donc aussi à la sécurité de la collectivité en diminuant la précarité ou vulnérabilité (énergétique et climatique) du territoire, en y favorisant un développement économique durable et soutenable, et en améliorant sa résilience face aux crises.

## En France
Le ministère de l'Écologie reconnaît cette démarche, et recommande une bonne gouvernance, reposant sur une démarche de projet transversale, et en 5 étapes :
1. Diagnostic du territoire au regard des principes, indicateurs et critères du développement durable;
2. Élaboration concertée d'une stratégie territoriale ;
3. Traduction en un plan d'actions, avec calendrier ;
4. Mise en œuvre ;
5. Évaluations périodiques partagées, et dispositif de correction.
Le Projet territorial de développement durable  d'un territoire est souvent un Agenda 21 ou un projet d'aménagement et de développement durable (PADD).
La loi Grenelle II précise aussi que le plan climat-énergie territorial (PCET) constitue dorénavant le « volet climat » du projet territorial de développement durable (PTDD) ou de l'Agenda 21 local que toute collectivité publique élaborerait.
La loi grenelle II modifie aussi l'Art. L. 122-1-3 du Code de l'urbanisme en précisant le PADD, qui doit fixer « les objectifs des politiques publiques d'urbanisme, du logement, des transports et des déplacements, d’implantation commerciale, d’équipements structurants, de développement économique, touristique et culturel, de développement des communications électroniques, de protection et de mise en valeur des espaces naturels, agricoles et forestiers et des paysages, de préservation des ressources naturelles, de lutte contre l’étalement urbain, de préservation et de remise en bon état des continuités écologiques ».